# Eugène Ernesta
Eugène Ernesta (9 ottobre 1974) è un ex altista seychellese.

## Biografia
Campione nazionale per circa un decennio, Ernesta ha preso parte nel corso della sua carriera ad alcuni campionati soprattutto a livello regionale, tra cui spicca la conquista della medaglia di bronzo nel 2000 ai Campionati africani di Algeri. Nel 2001 ha preso parte alla sua unica edizione dei Mondiali in Canada.
Lasciata la carriera agonistica, Ernesta è diventato preparatore atletico in terra natia.

## Palmarès
| Anno | Manifestazione                         | Sede         | Evento        | Risultato | Prestazione | Note             |
| ---- | -------------------------------------- | ------------ | ------------- | --------- | ----------- | ---------------- |
| 1997 | Giochi della Francofonia               | Antananarivo | Salto in alto | 4º        | 2,10 m      |                  |
| 1998 | Giochi delle isole dell'Oceano Indiano | Saint-Denis  | Salto in alto | Argento   | 2,05 m      |                  |
| 1999 | Giochi panafricani                     | Johannesburg | Salto in alto | 7º        | 2,15 m      |                  |
| 2000 | Campionati africani                    | Algeri       | Salto in alto | Bronzo    | 2,20 m      | Record nazionale |
| 2001 | Giochi della Francofonia               | Ottawa       | Salto in alto | 9º        | 2,10 m      |                  |
| 2001 | Mondiali                               | Edmonton     | Salto in alto | nm (q)    | nm (q)      |                  |
| 2002 | Giochi del Commonwealth                | Manchester   | Salto in alto | 14º (q)   | 2,00 m      |                  |
| 2002 | Campionati africani                    | Radès        | Salto in alto | 4º        | 2,05 m      |                  |
| 2003 | Giochi delle isole dell'Oceano Indiano | Moka         | Salto in alto | Bronzo    | 2,10 m      |                  |
| 2006 | Campionati africani                    | Bambous      | Salto in alto | 12º       | 2,00 m      |                  |